# Stella Stevens
Stella Stevens, właśc. Estelle Eggleston (ur. 1 października 1938 w Yazoo City w stanie Missisipi, zm. 17 lutego 2023 w Los Angeles) – amerykańska aktorka i modelka. Laureatka Złotego Globu dla nowej gwiazdy roku. Była dwukrotnie na rozkładówce „Playboya” (1965 i 1968) i została Playmate of the Month w styczniu 1960. Matka aktora Andrew Stevensa.

## Filmografia

### Filmy
- 1959: Say One for Me jako Chorine
- 1962: Dziewczyny! Dziewczyny! Dziewczyny! jako Robin Gantner
- 1963: Zwariowany profesor jako Stella Purdy
- 1970: Ballada o Cable’u Hogue’u jako Hildy
- 1972: Tragedia „Posejdona” jako Linda Rogo
- 1976: Nickelodeon jako Marty Reeves
- 1986: Potwór w szafie jako Margo
- 1994: W krzywym zwierciadle: Inwazja przygruntowych olbrzymek (TV) jako Lawanda
- 1997: Marzenia na Gwiazdkę (TV) jako Natalie Parris

### Seriale
- 1960: Alfred Hitchcock przedstawia jako Judy
- 1960: Bonanza jako Ann „Annie” Croft
- 1973: Banaczek jako Jill Hammond
- 1975: Wonder Woman jako Marcia
- 1983: Statek miłości jako Toni Cooper / Kathy Costello / Leonara Klopman
- 1984: Autostrada do nieba jako Stella
- 1985: Napisała: Morderstwo jako Sally Mestin
- 1986: Magnum jako Loretta „Lolly” Zachary van der Post
- 1987: Detektyw w sutannie jako Katherine „Kate” St. Urban
- 1988: Nowa seria Alfred Hitchcock przedstawia jako Georgia Brooks
- 1989–1990: Santa Barbara jako Phyllis Blake
- 1995: Nieśmiertelny jako Margaret Lang
- 1995: Świat według Dave’a jako matka Dave’a
- 1996: Renegat jako Amanda Sixkiller
- 1996–1999: Szpital miejski jako Jake
- 1997: Nash Bridges jako Suzie Dupree
- 1998: Viper jako Lorraine

## Nagrody
| Rok  | Nagroda    | Kategoria                     | Film                  |
| ---- | ---------- | ----------------------------- | --------------------- |
| 1960 | Złoty Glob | Najbardziej obiecujący debiut | Say One for Me (1959) |